# منتخب صربيا لكرة الطائرة
منتخب صربيا لكرة الطائرة هو ممثل صربيا الرسمي في رياضة كرة الطائرة.